# Лугівське
Лугі́вське — село в Україні, в Пологівському районі Запорізької області. Населення становить 172 осіб. Входить до складу Малотокмачанської сільської громади.

## Географія
Село Лугівське розташоване на правому березі річки Кінська, вище за течією на відстані 1 км розташоване село Багате, нижче за течією на відстані 1 км розташоване село Білогір'я, на протилежному березі — село Новоселівка.

## Історія
- 1920 — дата заснування.